# Apuleia
Genre
Classification phylogénétique
Apuleia est un genre de plantes à fleurs dicotylédones de la famille des Fabaceae, sous-famille des Caesalpinioideae, originaire d'Amérique du Sud, qui comprend trois espèces acceptées.

## Liste d'espèces
Selon The Plant List (23 octobre 2018) :
- Apuleia ferrea (Mart.) Baill.
- Apuleia grazielana Afr. Fernandes
- Apuleia leiocarpa (Vogel) J.F.Macbr.